# Џерард Селман
Џерард Селман (Котор Варош, 1959) је правник и политичар из Босне и Херцеговине. Садашњи је предсједник Уставног суда Републике Српске. Бивши је потпредсједник Владе Републике Српске и министар правде.

## Биографија
Средњу управну и Правни факултет завршио је у Бањој Луци. Радио је у Војном правобранилаштву Прве армијске области Београд, те као секретар и замјеник директора Јелшинград СМУ Котор Варош. Има положен правосудни испит и испит за нотара. Од 2001. године радио је као адвокат. Од 15. фебруара 2005. до 5. јуна 2012. је у два мандата вршио дужност министра правде у Влади Републике Српске. Ожењен је и има двије ћерке, Аделу Селман и Ирис Кнежевић.
Народна скупштина Републике Српске изабрала га је 5. јуна 2012. за предсједника Уставног суда Републике Српске, а дан раније и Вијеће народа Републике Српске.